# Cerro Paranal
A Cerro Paranal hegy az Atacama-sivatagban, Chile északi részén. Híres a rajta elhelyezett Very Large Telescope-ról, amely a Paranal Obszervatórium része és amelyet az Európai Déli Obszervatórium (ESO) működtet. A hegy Antofagastától 120 km-re délre helyezkedik el.